# Astragalus venturii
Astragalus venturii är en ärtväxtart som beskrevs av Ivan Murray Johnston. Astragalus venturii ingår i släktet vedlar, och familjen ärtväxter. Inga underarter finns listade i Catalogue of Life.